# Graeme Souness
Graeme James Souness (Edinburgh, 1953. május 6. –) válogatott skót labdarúgó, középpályás, edző.

## Pályafutása

### Klubcsapatban
1970 és 1972 között az angol Tottenham Hotspur labdarúgója volt. 1972-ben kölcsönben szerepelt a kanadai Montreal Olympique csapatában. 1972 és 1978 között az angol Middlesbrough csapatában játszott, közben 1977-ben kölcsönjátékos volt az ausztrál West Adelaide együttesében. 1978 és 1984 között a Liverpool, 1984 és 1986 között az olasz Sampdoria, 1986 és 1991 között a Rangers labdarúgója volt. A Liverpoollal öt bajnoki címet és három BEK-győzelmet ért el. A Sampdoriával egy olaszkupa-győzelmet szerzett. A Rangers csapatával egy bajnoki címet nyert.

### A válogatottban
1974 és 1986 között 54 alkalommal szerepelt a skót válogatottban és négy gólt szerzett. Három egymást követő világbajnokságon vett részt (1978, 1982, 1986).

### Edzőként
1986 és 1991 között a Rangers, 1991 és 1994 között az angol Liverpool, 1995–96-ban a török Galatasaray, 1996–97-ben az angol Southampton, 1997-ben az olasz Torino, 1997 és 1999 között a portugál Benfica vezetőedzője volt. 2000 és 2004 között az angol Blackburn Rovers, 2004 és 2006 között a Newcastle United szakmai munkáját irányította. A Rangers csapatával három bajnoki címet, a Liverpoollal egy angolkupa-győzelmet, a Galatasaray együttesével egy törökkupa-győzelmet ért el.

## Sikerei, díjai

### Játékosként
Liverpool FC
- Angol bajnokság
  - bajnok (5): 1978–79, 1979–80, 1981–82, 1982–83, 1983–84
- Angol ligakupa
  - győztes (3): 1981–82, 1982–83, 1983–84
- Angol szuperkupa
  - győztes (3): 1979, 1980, 1982
- Bajnokcsapatok Európa-kupája (BEK)
  - győztes (3): 1977–78, 1980–81, 1983–84
  - gólkirály: 1980–81 (6 gól, Terry McDermott-tal és Karl-Heinz Rummeniggével holtversenyben)

 UC Sampdoria
- Olasz kupa (Coppa Italia)
  - győztes: 1985

 Rangers FC
- Skót bajnokság
  - bajnok: 1986–87
- Skót ligakupa
  - győztes: 1986–87

### Edzőként
Rangers FC
- Skót bajnokság
  - bajnok (3): 1986–87, 1988–89, 1989–90
- Skót ligakupa
  - győztes (4): 1986–87, 1987–88, 1988–89, 1990–91

 Liverpool FC
- Angol kupa (FA Cup)
  - győztes: 1992

 Galatasaray SK
- Török kupa
  - győztes: 1996
- Török szuperkupa
  - győztes: 1996